# 秋田市立太平小学校
秋田市立太平小学校（あきたしりつ たいへいしょうがっこう）は、秋田県秋田市太平にあった公立小学校。学校区は、太平山を望む太平川及び八田川流域地域に位置し、洪水により浸水したことがある。

## 概要
1874年創立の伝統校で、太平地区唯一の小学校であった。戦前には八田分教室、東嶺分教室、戦後には木曽石分校を抱えていた。ほとんどの生徒が、秋田市立城東中学校に進学。2025年、秋田市立下北手小学校とともに秋田市立広面小学校へ統合。
- 敷地面積：16,963m2
- 校舎面積：2,157m2
- 屋内運動場面積：518m2[3]

## 教育目標
- やさしく かしこく たくましく
  - 人に感謝する心を持った子供
  - 自分の考えを豊に表現できる子供
  - 困難な事に対しても進んで行う子供

## 沿革
以下、注釈の無い項目は学校の公式サイトの情報によるもの。
- 1874年7月 - 「東嶽学校」として創立。
- 1879年4月 - 中関学校、目長崎学校に分離。
- 1882年
  - 4月 - 山谷学校を太平学校東嶺分教室とする。
  - 9月 - 中関学校・目長崎学校を統合して「第七大学区太平小学校」と改称。校舎を目長崎144番地に新築移転。
- 1887年1月 - 広面小学校八田分校を太平小学校八田分教室とする。
- 1889年4月 - 「太平簡易小学校」と改称
- 1892年4月 - 「太平尋常小学校」と改称。八田・東嶺の二分教室を分離し、八田尋常小学校、山谷尋常小学校とする。
- 1899年10月 - 校舎を改築。
- 1900年7月 - 「太平尋常高等小学校」と改称。
- 1926年8月 - 体育館を新築。
- 1934年
  - 4月 - 八田尋常小学校を併合。
  - 7月 - 校舎を新築。
- 1941年4月 - 「太平国民学校」と改称
- 1947年4月 - 「太平村立太平小学校」と改称
- 1948年7月 - 木曽石分校が開校。
- 1954年
  - 7月 - 創立80周年記念式典を挙行。校歌、校章を制定。
  - 10月1日 - 市町村合併に伴い「秋田市立太平小学校」と改称。
- 1964年
  - 7月 - 創立90周年記念式典挙行。
  - 11月 - 完全給食を実施。
- 1973年9月 - 特殊学級を開設。
- 1974年7月 - 創立100周年記念式典挙行。
- 1975年3月 - 新体育館が竣工。
- 1977年7月 - プールが竣工。
- 1981年4月 - 新校舎が竣工、移転。
- 1984年
  - 9月 - 創立110周年記念事業前庭環境整備完了。
  - 10月- 創立110周年記念式典挙行。
- 1994年10月 - 創立120周年記念集合写真・航空 写真撮影
- 1995年7月 - 太平川増水に因る1階床上浸水が発生。
- 2004年10月 - 創立130周年記念式典挙行。
- 2007年4月 - 木曽石分校を統合。
- 2012年4月 - 秋田市立山谷小学校を統合。
- 2014年11月 - 創立140周年記念式典挙行。
- 2025年
  - 3月20日 - 閉校記念式典挙行[5]。
  - 3月31日 - 閉校　[1][2]。

## 校章

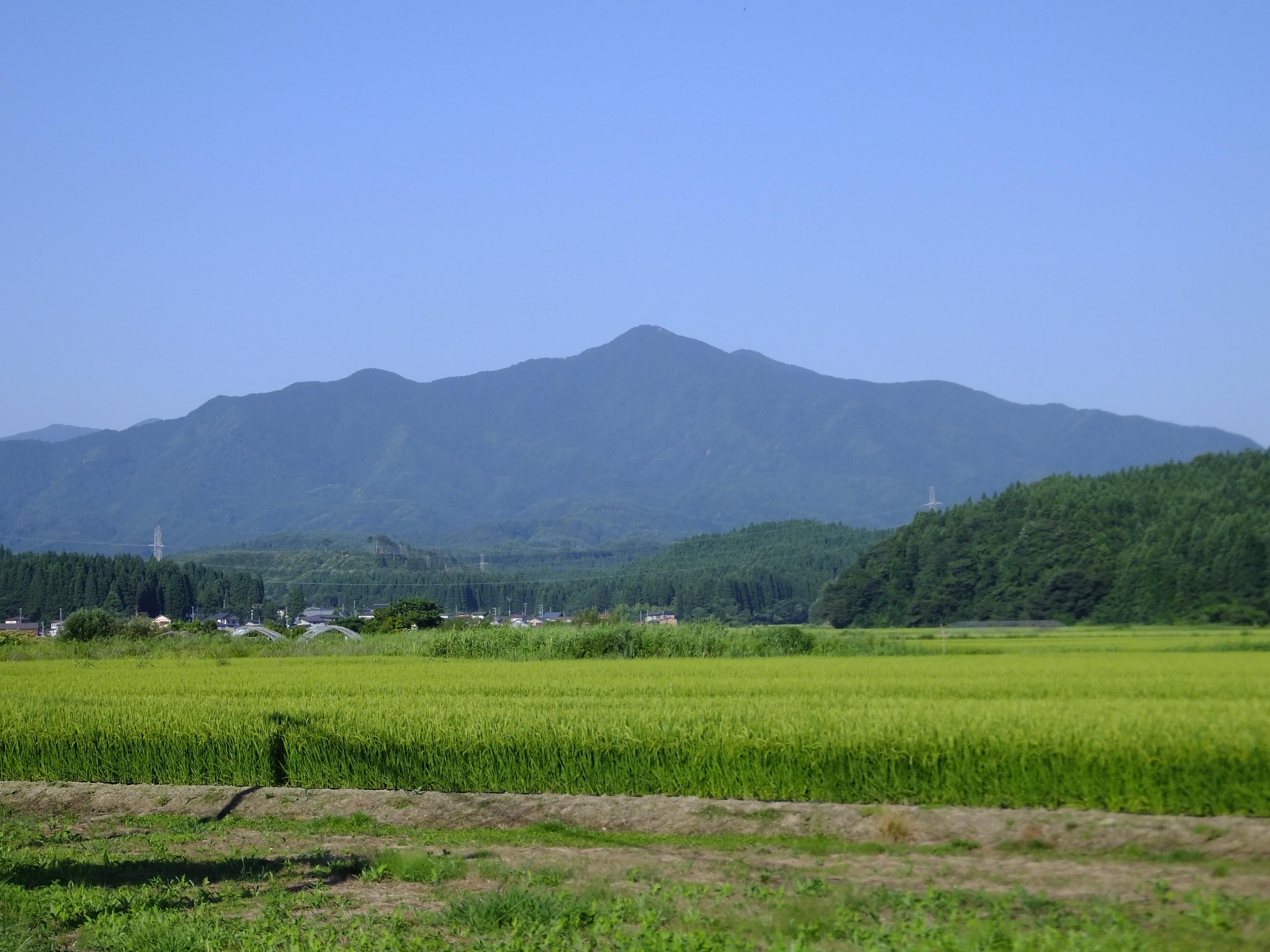
太平八田より太平山を望む

- 校章のページを参照。
- 太平地域の象徴である太平山を主題として次世代を担う子供たちの向上心と巣立つ若雛のような健康、明朗、快活さを表現している。

## 校歌
- 太平小学校校歌 - 作詞 鎌田巳千雄、作曲 小野崎晋三。校歌のページを参照。

## 児童数・学級数
| 年度                      | 男子 | 女子 | 計 | 増減 | 学級数 | 増減 | 備考              | 出典   |
| ------------------------- | ---- | ---- | -- | ---- | ------ | ---- | ----------------- | ------ |
| 1985（昭和60）年度        | 不明 | 不明 |    |      | 不明   |      | ピーク            |        |
| 2003（平成15）年度        | 29   | 39   | 68 |      | 8      |      |                   | [ 6 ]  |
| 2004（平成16）年度        | 30   | 32   | 62 | -6   | 8      | 0    | 創立130周年       | [ 7 ]  |
| 2005（平成17）年度        | 30   | 24   | 54 | -8   | 7      | -1   |                   | [ 8 ]  |
| 2006（平成18）年度        | 31   | 23   | 54 | 0    | 7      | 0    |                   | [ 9 ]  |
| 2007（平成19）年度        | 29   | 35   | 64 | +10  | 8      | +1   | 木曽石分校統合    | [ 10 ] |
| 2008（平成20）年度        | 28   | 36   | 64 | 0    | 7      | -1   |                   | [ 11 ] |
| 2009（平成21）年度        | 28   | 33   | 61 | -3   | 11     | +4   |                   | [ 12 ] |
| 2010（平成22）年度        | 26   | 33   | 59 | -7   | 7      | -4   |                   | [ 13 ] |
| 2011（平成23）年度        | 22   | 34   | 56 | -3   | 6      | -1   |                   | [ 14 ] |
| 2012（平成24）年度        | 31   | 40   | 71 | +15  | 6      | 0    | 山谷小統合        | [ 15 ] |
| 2013（平成25）年度        | 31   | 34   | 65 | -6   | 6      | 0    |                   | [ 16 ] |
| 2014（平成26）年度        | 28   | 27   | 55 | -10  | 5      | -1   | 創立140周年       | [ 17 ] |
| 2015（平成27）年度        | 22   | 24   | 46 | -9   | 5      | 0    |                   | [ 18 ] |
| 2016（平成28）年度        | 18   | 22   | 40 | -6   | 4      | -1   |                   | [ 19 ] |
| 2017（平成29）年度        | 14   | 19   | 33 | -7   | 4      | 0    |                   | [ 20 ] |
| 2018（平成30）年度        | 12   | 24   | 36 | +3   | 4      | 0    |                   | [ 21 ] |
| 2019（平成31/令和元）年度 | 11   | 24   | 35 | -1   | 4      | 0    |                   | [ 22 ] |
| 2020（令和2）年度         | 13   | 24   | 37 | +2   | 4      | 0    |                   | [ 23 ] |
| 2021（令和3）年度         | 14   | 20   | 34 | -3   | 5      | +1   |                   | [ 24 ] |
| 2022（令和4）年度         | 22   | 23   | 45 | +11  | 4      | -1   |                   | [ 25 ] |
| 2023（令和5）年度         | 15   | 18   | 33 | -12  | 5      |      |                   | [ 26 ] |
| 2024（令和6）年度         | 14   | 11   | 25 | -8   | 5      | 0    | 創立150周年、閉校 | [ 27 ] |

## スポーツ少年団
- 野球[28]

## 主な進学先
- 秋田市立城東中学校

## アクセス
- 秋田中央交通 太平線 「学校前」下車。

## 著名な卒業生
- 利部陽子（元バレーボール選手）
- 北本哲三（詩人）
- 佐藤大（お笑い芸人/グランジ）
- 冨樫博之（政治家）

## 周辺

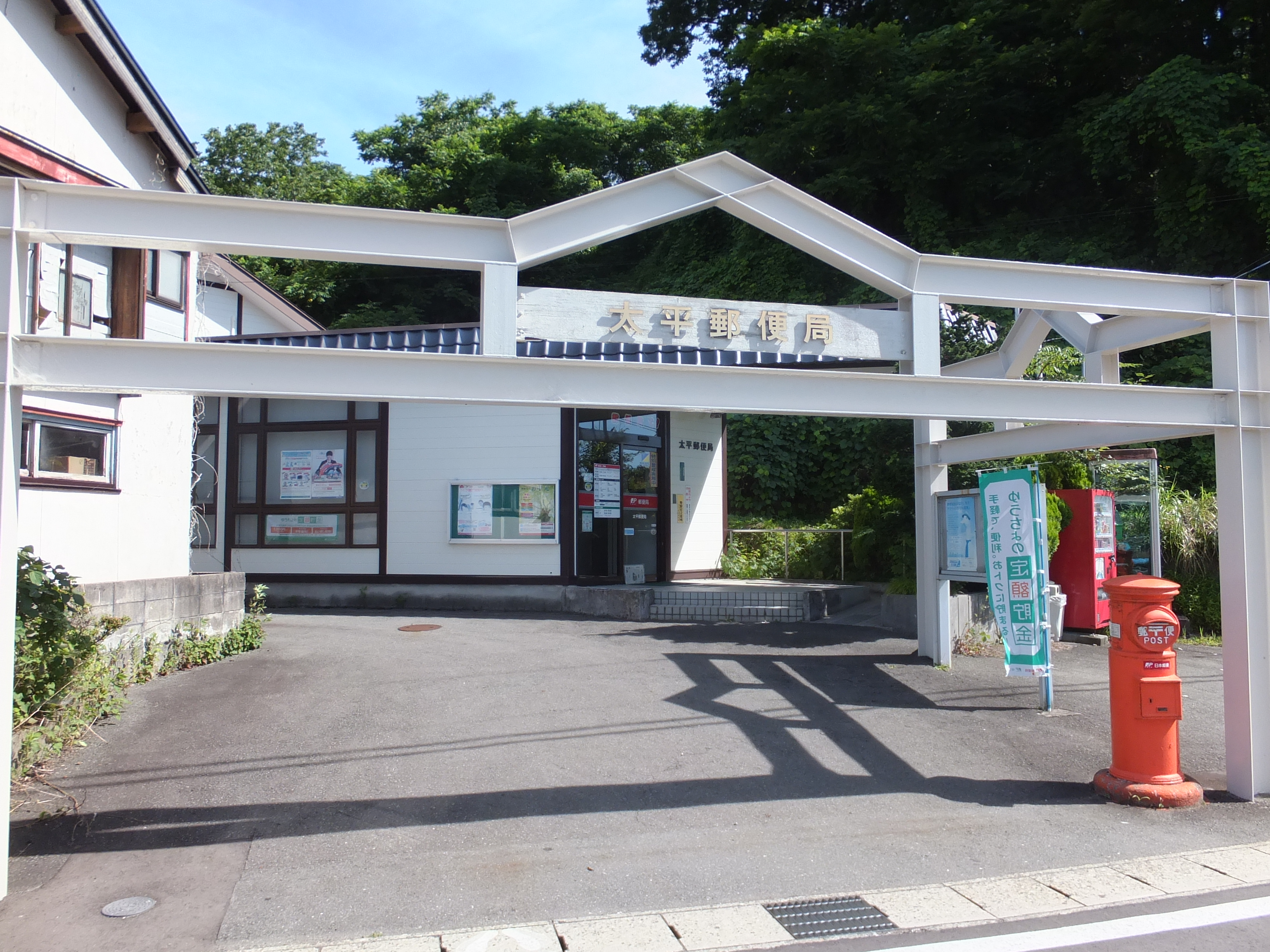
太平郵便局
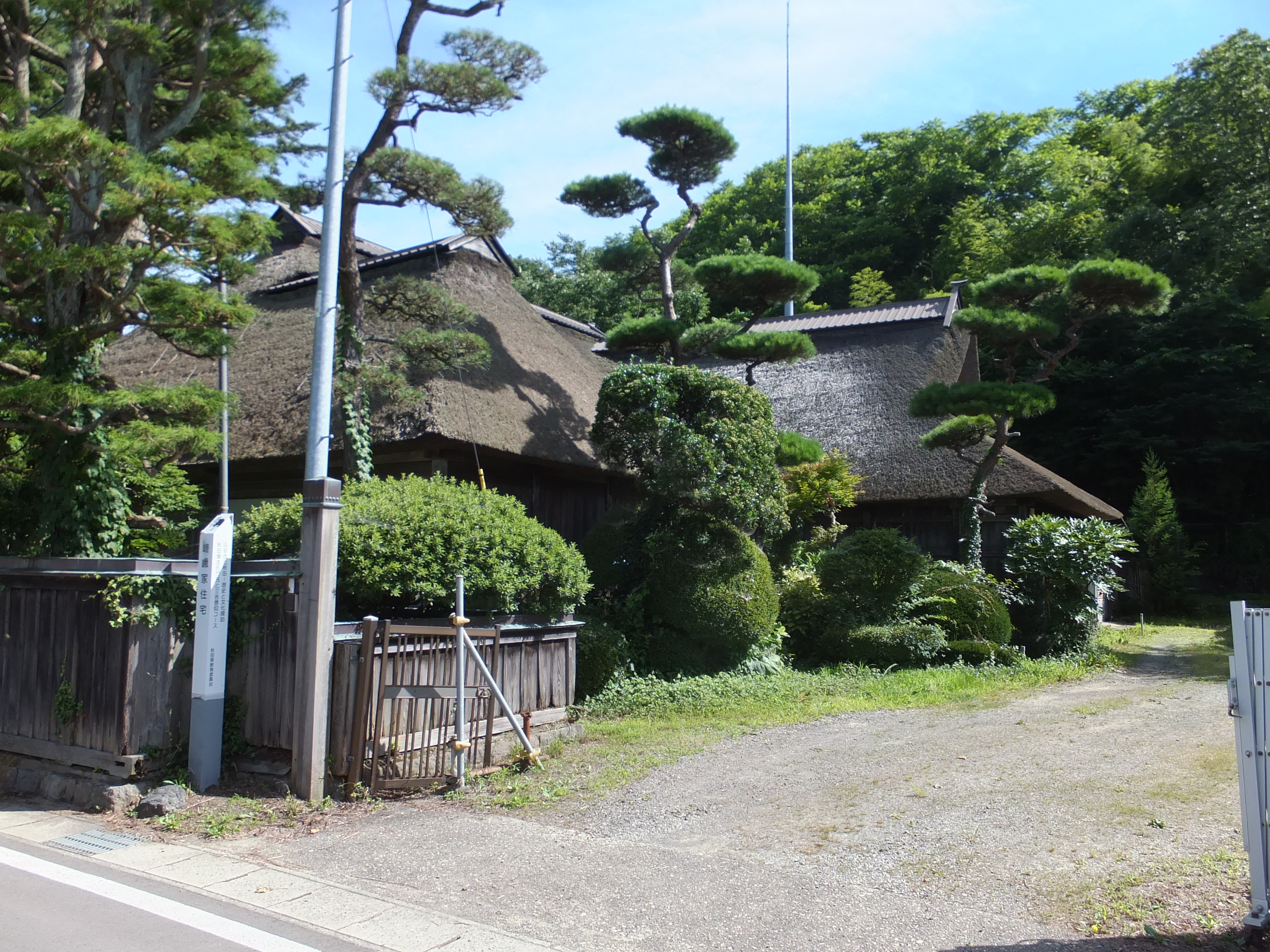
旧嵯峨家住宅

## ギャラリー

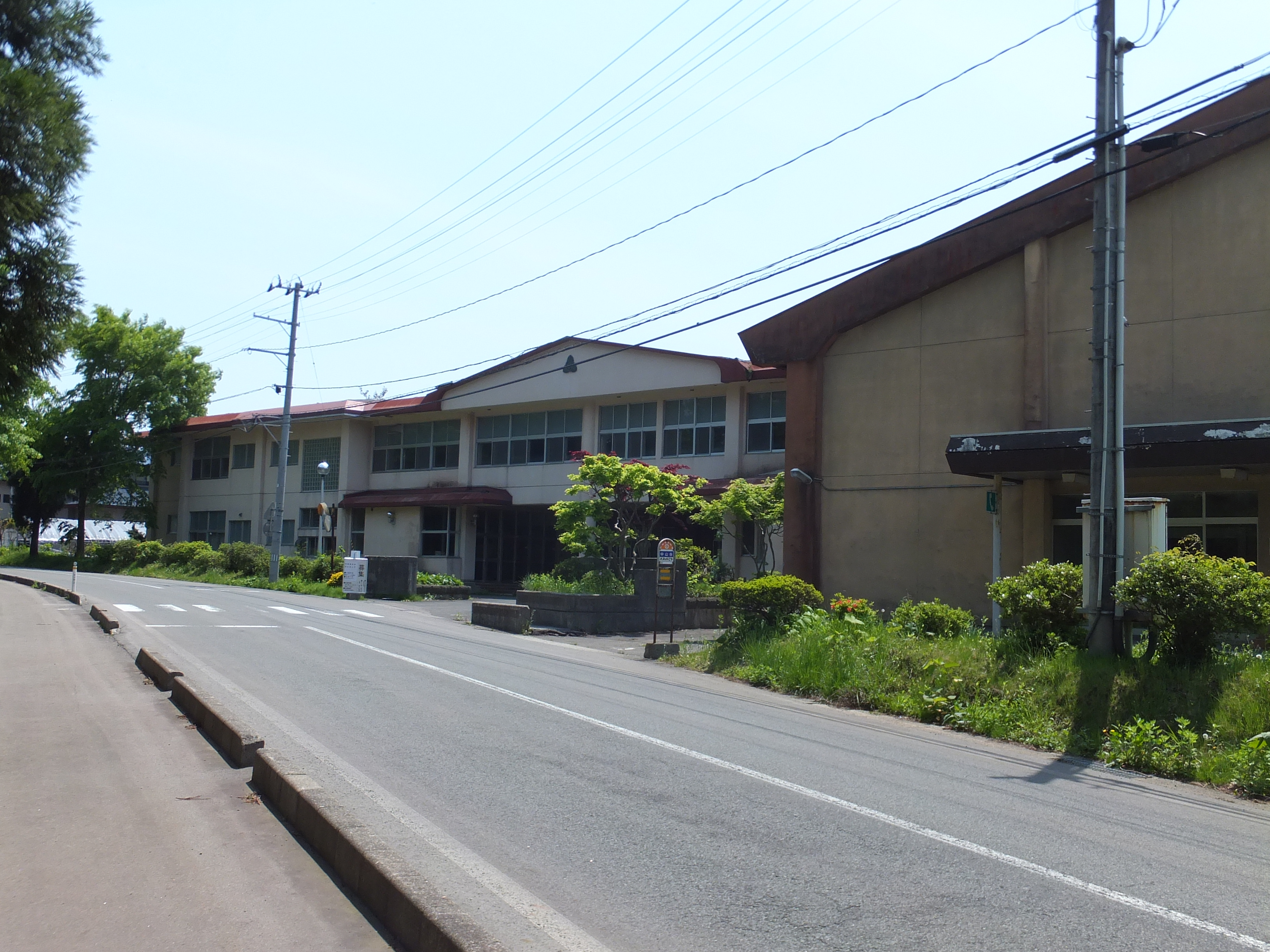
2017年撮影の旧秋田市立山谷小学校
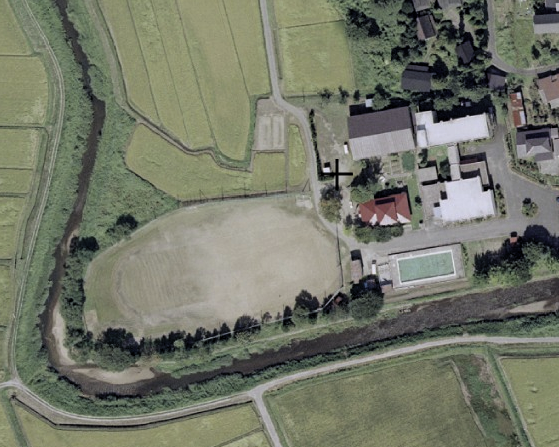
2009年撮影の太平小
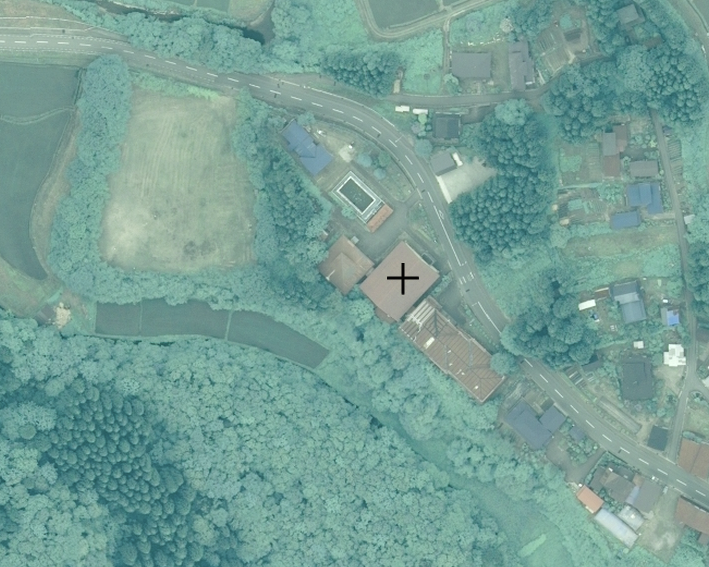
2018年撮影の山谷小学校跡
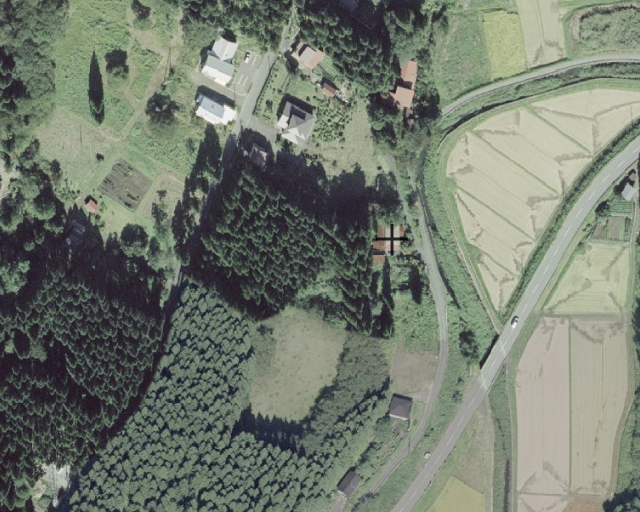
2009年撮影の木曽石分校跡地